# Нико Дована (стадион)
„Нико Дована“ е многофункционален стадион в град Драч (Дуръс), Албания.
Разполага с капацитет от 13 000 места и приема домакинските мачове на местния футболен отбор КС „Теута“.